# Alexandr Kalinichenko
Alexandr Kalinichenko –en ruso, Александр Калиниченко– (1966) es un deportista ucraniano que compitió para la Unión Soviética en piragüismo en la modalidad de aguas tranquilas. Ganó dos medallas en el Campeonato Mundial de Piragüismo: plata en 1986, en la prueba de C2 500 m, y bronce en  1993, en la prueba de C4 1000 m.

## Palmarés internacional
| Representando a la URSS |                        |                   |           |
| Campeonato Mundial      |                        |                   |           |
| Año                     | Lugar                  | Medalla           | Evento    |
| 1986                    | Montreal (Canadá)      | Medalla de plata  | C2 500 m  |
| Representando a Ucrania |                        |                   |           |
| Campeonato Mundial      |                        |                   |           |
| Año                     | Lugar                  | Medalla           | Evento    |
| 1993                    | Copenhague (Dinamarca) | Medalla de bronce | C4 1000 m |